# Démographie de l'Allier
La démographie de l'Allier est caractérisée par une faible densité, une population vieillissante, qui est en décroissance depuis les années 1970.
Avec ses 334 715 habitants en 2022, le département français de l'Allier se situe en 68e position sur le plan national.
En six ans, de 2015 à 2021, sa population a diminué de près de 6 750 unités, c'est-à-dire de plus ou moins 1 130 personnes par an. Mais cette variation est différenciée selon les 317 communes que comporte le département.
La densité de population de l'Allier, 45,6 habitants par kilomètre carré en 2022, est deux fois inférieure à celle de la France entière qui est de 107,1 hab./km2 pour la même année.

## Peuplement du territoire de l'Allier

### Évolution démographique du département de l'Allier
Avec 298 257 habitants en 1831, le département représente 0,92 % de la population française, qui est alors de 32 569 000 habitants. De 1831 à 1866, il va gagner 77 907 habitants, soit une augmentation de 0,75 % moyen par an, égal au taux d'accroissement national de 0,48 % sur cette même période.
L'évolution démographique entre la Guerre franco-prussienne de 1870 et la Première Guerre mondiale est beaucoup plus faible qu'au niveau national. Sur cette période, la population ne s'accroît que de 15 479 habitants, soit un accroissement de 3,96 % alors qu'il est de 10 % au niveau national. La population baisse de 0,59 % pour la période de l'entre-deux guerres courant de 1921 à 1936 alors qu'elle croit au niveau national de 6,9 % pour la France entière.
À l'instar des autres départements français, l'Allier va ensuite connaître un léger développement démographique après la Seconde Guerre mondiale de 1954 à 1968 mais sa population va ensuite décroître de façon continue. Le taux de décroissance démographique entre 1946 et 2017 est ainsi de 9,5 % alors que la population nationale croît sur la même période de 65 %.
En 2022, le département comptait 334 715 habitants, en évolution de −1,38 % par rapport à 2016 (France hors Mayotte : +2,11 %).
| 1791    | 1801    | 1806    | 1821    | 1826    | 1831    | 1836    | 1841    | 1846    |
| ------- | ------- | ------- | ------- | ------- | ------- | ------- | ------- | ------- |
| 267 126 | 248 864 | 260 046 | 280 025 | 284 577 | 298 257 | 309 270 | 311 361 | 329 540 |

| 1851    | 1856    | 1861    | 1866    | 1872    | 1876    | 1881    | 1886    | 1891    |
| ------- | ------- | ------- | ------- | ------- | ------- | ------- | ------- | ------- |
| 336 758 | 352 241 | 356 432 | 376 164 | 390 812 | 405 783 | 416 759 | 424 582 | 424 382 |

| 1896    | 1901    | 1906    | 1911    | 1921    | 1926    | 1931    | 1936    | 1946    |
| ------- | ------- | ------- | ------- | ------- | ------- | ------- | ------- | ------- |
| 424 378 | 422 024 | 417 961 | 406 291 | 370 950 | 370 562 | 373 924 | 368 778 | 373 481 |

| 1954    | 1962    | 1968    | 1975    | 1982    | 1990    | 1999    | 2006    | 2011    |
| ------- | ------- | ------- | ------- | ------- | ------- | ------- | ------- | ------- |
| 372 689 | 380 221 | 386 533 | 378 406 | 369 580 | 357 710 | 344 721 | 343 309 | 342 729 |

| 2016    | 2021    | 2022    | - | - | - | - | - | - |
| ------- | ------- | ------- | - | - | - | - | - | - |
| 339 384 | 334 872 | 334 715 | - | - | - | - | - | - |

## Population par divisions administratives

### Arrondissements
Le département de l'Allier comporte trois arrondissements. La population se concentre principalement sur l'arrondissement de Vichy, qui recense 46 % de la population totale du département en 2022, avec une densité de 48,7 hab./km2, contre 31 % pour l'arrondissement de Montluçon et 23 % pour celui de Moulins.
| Arrondissement  | Population(2022) | Variation(2022/2016)                        | Superficie(km2) | Densité(hab./km2) |
| --------------- | ---------------- | ------------------------------------------- | --------------- | ----------------- |
| Vichy           | 153 462          | en évolution de +22,87 % par rapport à 2016 | 3 151,21        | 48,7              |
| Montluçon       | 104 950          | en évolution de −3,15 % par rapport à 2016  | 2 172,04        | 48,3              |
| Moulins         | 76 303           | en évolution de −28,1 % par rapport à 2016  | 2 016,86        | 37,8              |
| Source : Insee. |                  |                                             |                 |                   |

### Communes de plus de5 000 habitants
Sur les 317 communes que comprend le département de l'Allier, 26 ont en 2021 une population municipale supérieure à 2 000 habitants, neuf ont plus de 5 000 habitants et cinq ont plus de 10 000 habitants : Montluçon, Vichy, Moulins, Cusset et Yzeure.
Les évolutions respectives des communes de plus de 5 000 habitants sont présentées dans le tableau ci-après.
| Commune              | Population(2022) | Variation(2022/2016)                       | Superficie(km2) | Densité(hab./km2) |
| -------------------- | ---------------- | ------------------------------------------ | --------------- | ----------------- |
| Montluçon            | 33 317           | en évolution de −7,83 % par rapport à 2016 | 20,67           | 1 611,9           |
| Vichy                | 25 702           | en évolution de +5,41 % par rapport à 2016 | 5,85            | 4 393,5           |
| Moulins              | 19 344           | en évolution de −1,37 % par rapport à 2016 | 8,61            | 2 246,7           |
| Cusset               | 13 329           | en évolution de +4,48 % par rapport à 2016 | 31,93           | 417,4             |
| Yzeure               | 12 670           | en évolution de −4,23 % par rapport à 2016 | 43,24           | 293               |
| Bellerive-sur-Allier | 8 898            | en évolution de +4,67 % par rapport à 2016 | 18,97           | 469,1             |
| Domérat              | 8 665            | en évolution de −1,75 % par rapport à 2016 | 35,54           | 243,8             |
| Commentry            | 6 018            | en évolution de −3,9 % par rapport à 2016  | 20,96           | 287,1             |
| Gannat               | 5 684            | en évolution de −2,6 % par rapport à 2016  | 36,85           | 154,2             |
| Source : Insee.      |                  |                                            |                 |                   |

## Structures des variations de population

### Soldes naturels et migratoires sur la période 1968-2021
La variation moyenne annuelle reste négative à -0,3 % sur la période 2015-2021. Le solde naturel annuel, qui est la différence entre le nombre de naissances et le nombre de décès enregistrés au cours d'une même année, est devenu négatif à partir de 1975, passant de 0 à −0,5 %. La baisse du taux de natalité, qui passe de 13,6 à 8,4 ‰, est peu compensée par une faible baisse du taux de mortalité, qui passe de 13,8 à 13,3 ‰.
Le flux migratoire augmente pour devenir positif à partir de 2000 et compense ainsi partiellement la baisse due au solde naturel. Le taux annuel passe de −0,3 à 0,2 %.
| Indicateurs démographiques                       | 1968 à1975 | 1975 à1982 | 1982 à1990 | 1990 à1999 | 1999 à2010 | 2010 à2015 | 2015 à2021 |
| ------------------------------------------------ | ---------- | ---------- | ---------- | ---------- | ---------- | ---------- | ---------- |
| Variation annuelle moyenne de la population en % | -0,3       | -0,3       | -0,4       | -0,4       | -0,0       | -0,1       | -0,3       |
| - due au solde naturel en %                      | -0,0       | -0,2       | -0,3       | -0,3       | -0,3       | -0,3       | -0,5       |
| - due au solde apparent des entrées sorties en % | -0,3       | -0,1       | -0,1       | -0,1       | 0,2        | 0,2        | 0,2        |
| Taux de natalité en ‰                            | 13,6       | 11,1       | 10,2       | 9,6        | 9,8        | 9,5        | 8,4        |
| Taux de mortalité en ‰                           | 13,8       | 13,6       | 13,3       | 12,7       | 12,5       | 12,4       | 13,3       |
| Source : Insee.                                  |            |            |            |            |            |            |            |

### Mouvements naturels sur la période 2014-2022
En 2014, 3 152 naissances ont été dénombrées contre 4 125 décès. Le nombre annuel des naissances a diminué depuis cette date, passant à 2 618 en 2022, indépendamment à une augmentation, mais relativement faible, du nombre de décès, avec 4 684 en 2022. Le solde naturel est ainsi négatif et diminue, passant de -973 à −2 066.
Pour des raisons techniques, il est temporairement impossible d'afficher le graphique qui aurait dû être présenté ici.

## Densité de population
En 2021, la densité était de 45,6 hab./km2.
| 1968 |  | 52.7 |  |

| 1975 |  | 51.6 |  |

| 1982 |  | 50.4 |  |

| 1990 |  | 48.7 |  |

| 1999 |  | 47.0 |  |

| 2010 |  | 46.7 |  |

| 2015 |  | 46.5 |  |

| 2021 |  | 45.6 |  |

## Répartition par sexes et tranches d'âges
La population du département est plus âgée qu'au niveau national.
En 2021, le taux de personnes d'un âge inférieur à 30 ans s'élève à 29 %, soit en dessous de la moyenne nationale (35,1 %). À l'inverse, le taux de personnes d'âge supérieur à 60 ans est de 35,6 % la même année, alors qu'il est de 26,6 % au niveau national.
En 2021, le département comptait 160 647 hommes pour 174 225 femmes, soit un taux de 52,03 % de femmes, légèrement supérieur au taux national (51,61 %).
Les pyramides des âges du département et de la France s'établissent comme suit.
| Hommes | Classe d’âge | Femmes |
| ------ | ------------ | ------ |
| 1,2    | 90 ou +      | 3      |
| 10     | 75-89 ans    | 13,4   |
| 21,3   | 60-74 ans    | 22     |
| 20,6   | 45-59 ans    | 19,6   |
| 15,7   | 30-44 ans    | 15     |
| 15,6   | 15-29 ans    | 12,9   |
| 15,7   | 0-14 ans     | 14     |

| Hommes | Classe d’âge | Femmes |
| ------ | ------------ | ------ |
| 0,7    | 90 ou +      | 1,9    |
| 7,0    | 75-89 ans    | 9,5    |
| 16,6   | 60-74 ans    | 17,5   |
| 20,0   | 45-59 ans    | 19,5   |
| 18,8   | 30-44 ans    | 18,3   |
| 18,3   | 15-29 ans    | 16,7   |
| 18,6   | 0-14 ans     | 16,7   |

## Répartition par catégories socioprofessionnelles
La catégorie socioprofessionnelle des retraités est surreprésentée par rapport au niveau national. Avec 36,6 % en 2021, elle est 9,8 points au-dessus du taux national (26,8 %). La catégorie socioprofessionnelle des cadres et professions intellectuelles supérieures est quant à elle sous-représentée par rapport au niveau national. Avec 4,6 % en 2021, elle est 5,5 points en dessous du taux national (10,1 %).
| Catégorie socioprofessionnelle                    | 2015    | 2015 | 2021    | 2021 | Détails de l'année 2021 | Détails de l'année 2021 | Détails de l'année 2021            | Détails de l'année 2021            | Détails de l'année 2021            |
| Catégorie socioprofessionnelle                    | Nb      | %    | Nb      | %    | Hommes                  | Femmes                  | Part en % de la population âgée de | Part en % de la population âgée de | Part en % de la population âgée de |
| Catégorie socioprofessionnelle                    | Nb      | %    | Nb      | %    | Hommes                  | Femmes                  | 15 à 24 ans                        | 25 à 54 ans                        | 55 ans ou +                        |
| ------------------------------------------------- | ------- | ---- | ------- | ---- | ----------------------- | ----------------------- | ---------------------------------- | ---------------------------------- | ---------------------------------- |
| Agriculteurs exploitants                          | 5 472   | 1,9  | 4 667   | 1,6  | 3 451                   | 1 216                   | 0,3                                | 2,7                                | 1,2                                |
| Artisans, commerçants, chefs d'entreprise         | 10 052  | 3,5  | 9 536   | 3,3  | 6 553                   | 2 983                   | 0,8                                | 5,8                                | 2,0                                |
| Cadres et professions intellectuelles supérieures | 12 754  | 4,4  | 13 094  | 4,6  | 7 047                   | 6 047                   | 1,0                                | 8,5                                | 2,4                                |
| Professions intermédiaires                        | 31 738  | 11,0 | 32 222  | 11,3 | 14 932                  | 17 291                  | 7,8                                | 22,3                               | 3,7                                |
| Employés                                          | 47 630  | 16,5 | 43 872  | 15,4 | 10 356                  | 33 516                  | 18,1                               | 26,8                               | 6,0                                |
| Ouvriers                                          | 39 366  | 13,6 | 36 419  | 12,8 | 28 983                  | 7 436                   | 16,0                               | 22,9                               | 4,2                                |
| Retraités                                         | 103 244 | 35,8 | 104 581 | 36,6 | 47 424                  | 57 157                  | 0,0                                | 0,2                                | 73,0                               |
| Autres personnes sans activité professionnelle    | 38 234  | 13,3 | 41 117  | 14,4 | 16 377                  | 24 740                  | 56,0                               | 10,9                               | 7,5                                |
| Ensemble                                          | 288 488 | 100  | 285 509 | 100  | 135 122                 | 150 386                 | 100                                | 100                                | 100                                |
| Sources : Insee,.                                 |         |      |         |      |                         |                         |                                    |                                    |                                    |